# Krzyż Pamiątkowy za Wojnę o Wyzwolenie i Zjednoczenie 1914–1918
Krzyż Pamiątkowy za Wojnę o Wyzwolenie i Zjednoczenie 1914–1918 (serb. Споменица за рат ослобођења и уједињења 1914–1918. године) w międzywojennej Polsce znany też pod nazwą Medal Pamiątkowy Wojny za Oswobodzenie i Zjednoczenie 1914–1918 roku (serb.-chorw. Spomenica Medalia iz Rata za Oslobodzenia i Ujediniena, 1914–1918 god.) – wojskowe odznaczenie pamiątkowe (w formie krzyża/medalu) ustanowione 1 grudnia 1920 roku przez księcia regenta Aleksandara I Karadziordziewicia na pamiątkę wojny z Państwami Centralnymi toczonej w latach 1914–1918 o wyzwolenie Serbii i zjednoczenie południowych Słowian.

## Historia
Wojna rozpoczęła się atakiem Austro-Węgier na Serbię w 1914 roku. Armia serbska skutecznie stawiała opór, dopóki do działań wojennych nie dołączyła Armia Cesarstwa Niemieckiego, wspierana przez wojska bułgarskie i tureckie. Mniej liczna armia serbska została zmuszona do odwrotu i opuszczenia ojczyzny. W sojuszniczej Grecji Serbowie przegrupowali się i kontynuowali działania wojenne na froncie salonickim, walcząc po stronie Ententy aż do końca wojny w listopadzie 1918 roku.
Pierwszy Krzyż Pamiątkowy za Wojnę o Wyzwolenie i Zjednoczenie 1914–1918 został nadany królowi Piotrowi I Karadziordziewiciowi 17 sierpnia 1921 roku. Odznaczenie nadawano weteranom Wielkiej Wojny, oficerom, podoficerom, żołnierzom i rekrutom armii serbskiej i czarnogórskiej, a także żołnierzom alianckim, którzy przyczynili się do wyzwolenia Serbii.

## Opis
Odznaczenie ma kształt okrągłego krzyża. Na awersie na górnym ramieniu krzyża widnieje rok 1914, a na dolnym ramieniu rok 1918. Pomiędzy ramionami krzyża znajdują się rękojeści oraz ostrza dwóch skrzyżowanych mieczy. Pośrodku medalionu widnieje wizerunek króla Piotra I z prawego profilu otoczony wieńcem laurowym oraz wygięty w łuk napis ПЕТАР I КРАЉ СРБИJЕ (Piotr I Król Serbii). Rewers krzyża wypełnia serbski orzeł dwugłowy z tarczą na piersiach. Na górnym ramieniu krzyża widnieje korona królewska, na dolnym data 1915, na lewym 1916, a na prawym 1917.
Krzyż noszony jest na trójkolorowej wstążce w barwach flagi Serbii i Jugosławii (czerwonej, niebieskiej i białej) złożonej w trójkąt. Autorem projektu odznaczenia był Đorđe Čarapić.